# Neil Ritchie

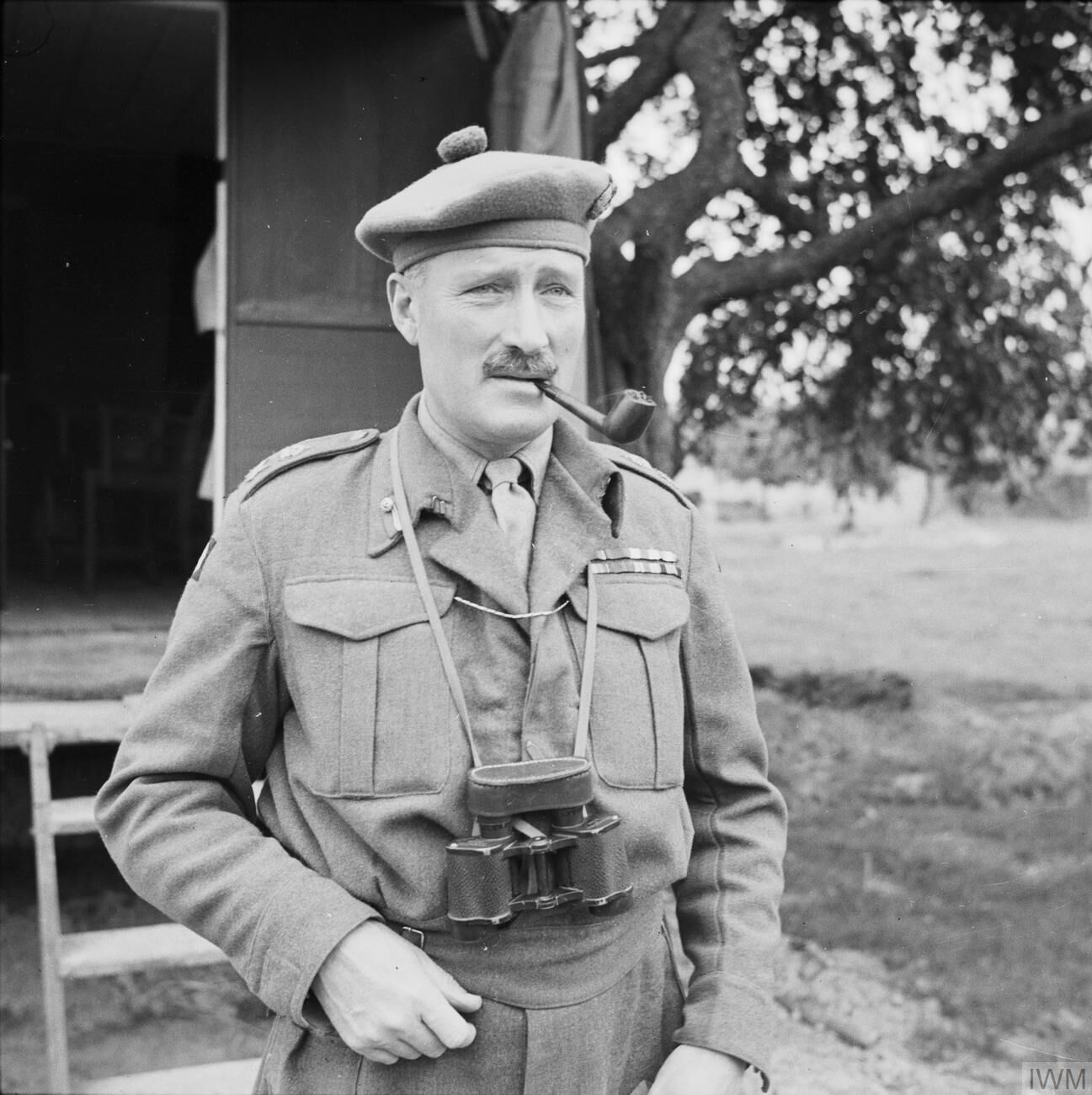
General Sir Ritchie als Kommandeur des XII Corps in Frankreich

Sir Neil Methuen Ritchie KCB, KBE, DSO, MC (* 29. Juli 1897 in Georgetown, Guyana; † 11. Dezember 1983 in Toronto) war ein britischer General im Zweiten Weltkrieg.
Ritchie ging am Lancing College in West Sussex zur Schule. Anschließend besuchte er die Royal Military Academy Sandhurst. Seine Militärkarriere begann im Jahr 1914, als er Offizier in der Black Watch wurde. Während des Ersten Weltkriegs kämpfte er in Frankreich und Mesopotamien. 1918 wurde er mit dem Military Cross ausgezeichnet.
Als der Zweite Weltkrieg ausbrach, bekleidete Ritchie den Rang eines Brigadier. 1939 wurde Ritchie als Teil der British Expeditionary Force nach Frankreich versetzt, wo er im Stab des Generals Sir Alan Brooke diente. Nach der Schlacht von Dünkirchen wurde Ritchie in den Stab von Sir Claude Auchinleck versetzt. Zwischen Oktober 1940 und Juni 1941 kommandierte er die 51st (Highland) Division. Auchinleck gab ihm im November 1941 den Oberbefehl über die  britische 8. Armee. Parallel wurde Ritchie zum Lieutenant General befördert.

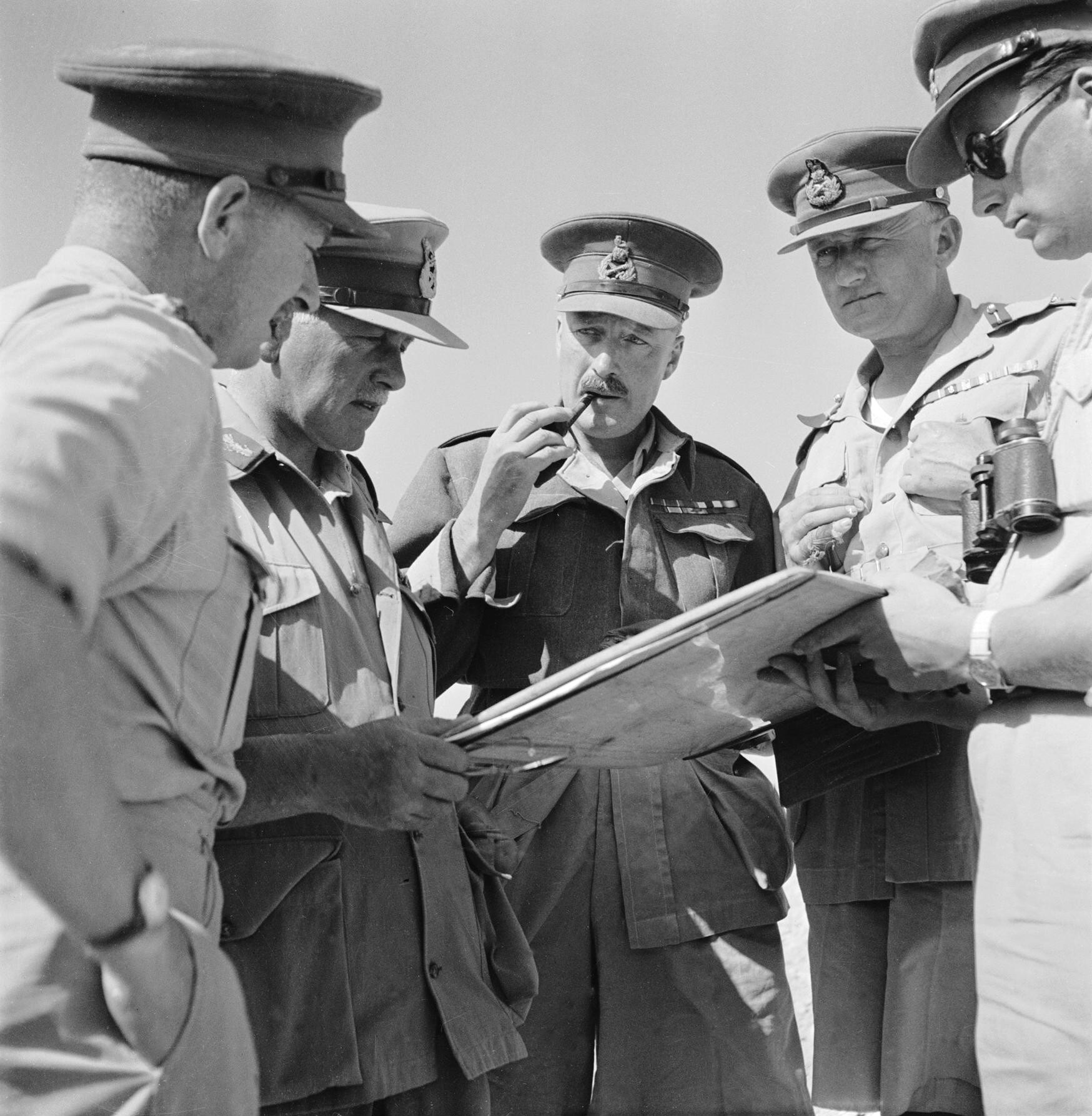
Ritchie mit untergebenen Offizieren in Nordafrika

Ritchie hatte das Pech, das Kommando während der Zeit zu haben, in der die britische Armee viele Niederlagen zu beklagen hatte. Die 8. Armee in Nordafrika war die einzige Landstreitkraft, die gegen die deutschen Verbände kämpfte. Nach einigen anfänglichen Siegen gegen die Italiener wurden die Briten vom Deutschen Afrikakorps unter dem Befehl Erwin Rommels zurückgedrängt. Ritchie war eigentlich als ein vorübergehender Kommandant gedacht, der abgelöst werden sollte, sobald sich ein besserer Kommandeur fand. Trotzdem war er für sechs Monate Kommandeur der 8. Armee. Nachdem die Briten wieder einige Siege erringen konnten, wurden sie erneut von den Deutschen zurückgeworfen, wobei der wichtige Hafen Tobruk in gegnerische Hände fiel. Infolgedessen wurde Ritchie im Juni 1942, vor der ersten Schlacht von El Alamein, von Auchinleck abgesetzt. Ritchie wurde sowohl vor als auch nach dem Krieg dafür, dass er Rommel nicht aufhalten konnte, schwer kritisiert. Seitdem haben ihn viele Kommentatoren, unter anderem Michael Carver, verteidigt.
Nachdem Ritchie als Kommandeur der 8. Armee abgelöst worden war, erhielt er am 11. September 1942 das Kommando über die 52nd (Lowland) Division. Später, während der Operation Neptune führte er das britische XII Corps. Die Tatsache, dass Ritchie, anders als sein Vorgänger als Kommandant der 8. Armee, Alan Cunningham, nach seiner Amtsenthebung ein Kommando bekam, spiegelt die hohe Wertschätzung wider, die er durch den Chief of the Imperial General Staff Sir Alan Brooke erfuhr.
Nach dem Krieg blieb Ritchie in der Armee und kommandierte die schottischen Streitkräfte, bis er zum General befördert und zum Oberbefehlshaber der britischen Streitkräfte in Fernost ernannt wurde. Nach seiner Pensionierung emigrierte er nach Kanada und wurde Vorsitzender einer Versicherungsgesellschaft, der Mercantile and General Reinsurance Company.
Neil Ritchie starb am 11. Dezember 1983 im Alter von 86 Jahren in Toronto.

## Auszeichnungen
Am 5. Juli 1945 wurde er zum Knight Commander des Order of the British Empire und damit in den Ritterstand erhoben. Er führte fortan den Namenszusatz „Sir“. Am 12. Juni 1947 wurde er zudem Knight Commander des Order of the Bath und am 7. Juni 1951 Knight Grand Cross des Order of the British Empire.